# VII. Balduin flamand gróf
VII. Szekercés Balduin (kb. 1092/1093 – 1119. június 17.) flamand gróf, II. Róbert flamand gróf fia és utóda. Még kiskorú volt, amikor 1111-ben apja halála után örökölte a grófi címet. 1119-ben a normandiai hadjáratban szerzett fejsérüléseibe halt bele, utódok nélkül. A grófi címet rokona, I. Róbert flamand gróf lányának első házasságából származó fia, Károly örökölte.

## Élete
Apja II. Jeruzsálemi Róbert flamand gróf, anyja Clemence de Bourgogne. Születési ideje pontosan nem ismert, de de nem lehetett korábban, mint 1092/92, mivel anyja ekkor még csak 15 éves volt. Mindenesetre még kiskorú volt, amikor apja halálakor, 1111-ben örökölte a grófi címet.
Miután elfoglalta a grófi címet, nem akarta visszaadni anyjának a hozományához tartozó birtokokat (ezzel ellehetetlenítve, hogy újra házasodjon), aki ezért a déli flamand nemesek és III. Balduin hainaut-i gróf támogatásával lázadást szított ellene, de Balduinnak sikerült felülkerekedni.
A fiatal gróf egyik támogatója és barátja unokatestvére, Károly volt, aki I. Róbert flamand gróf lányának, Adele-nek  és IV. Knut dán király első házasságából született. Kanut meggyilkolása után 1086-ban Adele elmenekült dániából és csecsemú gyermekével a flamand grófi udvarban keresett menedéket, Balduin és Károly együtt nőttek fel. Balduin 1118-ban elérte, hogy Károly feleségül vegye az Amiens-i grófság örökösét, clermonti Margitot.
Bár apja eredetileg I. Henrik angol király támogatója volt, de még életében ellen fordult és VI. Lajos francia királyt támogatta az angolok ellen. Balduin szintén Lajos szövetségese volt. Amikor 1118-ban Henrik megpróbálta elfoglalni Normandiát, Balduin a Clito Vilmos normandiai herceg segítségére sietett, és itt, a Bures-en-Brai mellett 1118. szeptemberében vívott csatában súlyos fejsérüléseket szenvedett.
Életének utolsó 10 hónapját a közeli Szt. Bertin apátságban töltötte, ahol halálos ágyán a gyermektelen gróf Károlyt nevezte ki örökösének. Amennyiben igazak a fejsérüléséről szóló beszámolók, akkor igencsak kétséges, hogy a gróf még erre képes volt. Egy másik forrás szerint a gróf, miután a csatában kitüntette magát, visszavonult a kormányzástól és szerzetesnek állt. 1119. június 17-én halt meg és a Szt. Bertin apátságban temették el.

## Családja és leszármazottai
1105-ben feleségül vette Havise (vagy Havide) de Bretagne-t, IV. Alan britannia hercege és Ermengarde d'Anjou lányát. A házasság időpontjában a vőlegény csak 12, a menyasszony csak 9 éves volt. 1110-ben a házasságot II. Paszkál pápa felbontotta vérfertőzés miatt, mivel a házastársak túlságosan közeli rokonok voltak. Egyikük sem nősült újra.

## Lásd még
- Flamand grófság
- Flandria grófjainak listája